# 迪肯峰
62°6′S 57°54′W / 62.100°S 57.900°W
迪肯峰（英語：Deacon Peak）是南極洲的山峰，位於南設得蘭群島的企鵝島，處於喬治王灣入口處東面，海拔高度170米，在1937年由英國探險隊繪入地圖，現時由南極條約體系管理。